# Legacy of Evil
Legacy Of Evil – album wydany przez grupę Limbonic Art wykonującą symfoniczny black metal. Jest to kolejny album po ponad pięcioletniej przerwie od wyjścia "The Ultimate Death Worship". Płyta ta wyszła pod nakładem Candlelight Records. 

## Lista utworów
1. "A Cosmic Funeral of Memories" - 7:39
2. "A Void of Lifeless Dreams" - 4:51
3. "Grace by Torments" - 5:20
4. "Infernal Phantom Kingdom" - 5:30
5. "Legacy of Evil" - 5:37
6. "Lycanthropic Tales" - 6:44
7. "Nebulous Dawn" - 4:42
8. "Seven Doors of Death" - 7:07
9. "Twilight Omen" - 7:22
10. "Unleashed From Hell" 4:14